# Amanda Weir
Amanda Jo Weir (Davenport, 11 marzo 1986) è una nuotatrice statunitense.

## Palmarès
- Giochi olimpici

Atene 2004: argento nella 4x100m sl e nella 4x100m misti.
Londra 2012: bronzo nella 4x100m sl.
Rio de Janeiro 2016: argento nella 4x100m sl.
- Mondiali

Montréal 2005: argento nella 4x100m misti e bronzo nella 4x100m sl.
Melbourne 2007: oro nella 4x200m sl, argento nella 4x100m sl e nella 4x100m misti.
Shanghai 2011: oro nella 4x100m misti e argento nella 4x100m sl.
- Mondiali in vasca corta

Indianapolis 2004: oro nella 4x100m sl e argento nella 4x100m misti.
Shanghai 2006: argento nella 4x100m misti e bronzo nella 4x200m sl.
Dubai 2010: argento nella 4x100m sl e nella 4x100m misti.
Doha 2014: argento nella 4x50m sl, nella 4x100m sl e nella 4x50m misti.
Windsor 2016: oro nella 4x100m sl e nella 4x100m misti.
- Giochi PanPacifici

Victoria 2006: oro nella 4x100m sl e nella 4×100m misti e argento nei 100m sl.
Irvine 2010: oro nella 4x100m sl e argento nei 50m sl.
- Giochi panamericani

Santo Domingo 2003: oro nella 4x100m sl e nella 4x100m misti.
Toronto 2015: oro nella 4x200m sl e argento nella 4x100m sl.